# Cocarcinógeno

## Introducción.
Un cocarcinógeno es un factor físico, químico o biológico que potencia los efectos de un carcinógeno en la producción de cáncer. Por ello, este término se aplica a sustancias que no pueden producir cáncer por sí mismas, es decir, no pueden iniciar el proceso cancerígeno.
Un agente cocarcinógeno puede ejercer su actividad aunque no cause un daño directo en el ADN, ya que se puede unir a un agente que provoque una mutación sobre el ADN y con ello se produzca la aparición de cáncer (como por ejemplo el radón o el asbesto en asociación con el tabaco en la formación de cáncer de pulmón).
Los cocarcinógenos potencian la acción tanto de los carcinógenos primarios como de los carcinógenos secundarios:

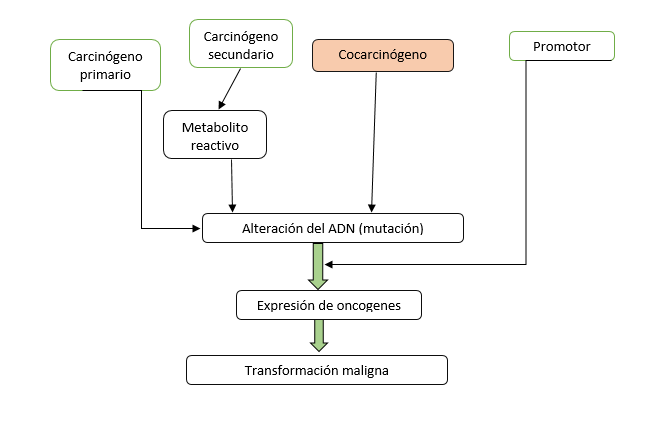
Figura 1. Esquema de actuación de un cocarcinógeno.

- Carcinógeno primario: no necesitan una activación. Se tratan de sustancias reactivas electrofílicas que reaccionan con zonas nucleofílicas.
- Carcinógeno secundario (procarcinógeno): necesitan activación. Se transforman en reactivos electrofílicos que reaccionan con los neutrofílicos.[2]

## Clasificación de cocarcinógenos.
La Agencia Internacional para la investigación sobre el Cáncer (IARC), que fue establecida en 1965 como una subunidad de la Organización Mundial de la Salud (OMS), clasificó a los carcinógenos en cinco grupos, sin embargo, el término cocarcinógeno se encontraría fuera de esta clasificación, junto con anti-carcinógeno (sustancia que contrarresta los efectos de un carcinógeno o inhibe el desarrollo del cáncer).

## Ejemplo de cocarcinógenos.
Por definición, un carcinógeno es un agente con la capacidad de causar cáncer en humanos, mientras que un cocarcinógeno puede activar la carcinogénesis y/o potenciar sus efectos cancerígenos. Por ello, podemos encontrarnos con distintos ejemplos recogidos en la siguiente tabla:
| Ejemplos de carcinógenos                                               | Ejemplos de cocarcinógenos |
| ---------------------------------------------------------------------- | --- |
| - Dioxinas, bifenilos policlorados (PCBs), plaguicidas organoclorados… | - Humo de tabaco. - Alcohol. - Determinados estilos de vida. - Algunos virus (herpesvirus, virus de Epstein-Barr). - Dietilpirocarbonato. - Monoestearato de polioxietileno sorbitano (Span 60). - Polisorbato 60 (Tween 60). - Agentes inhibidores de la fase enzimática I o II de metabolización de xenobioticos. - Inhibidores de enzimas de reparación del ADN. - Inductores del CYP450. - Otros. |

A lo largo de estos últimos años se han realizado estudios que demuestran la evidencia de que la exposición a determinadas sustancias provoca un mayor riesgo de padecer cáncer.
Como por ejemplo, la ingesta de determinadas vitaminas en cantidades elevadas puede causar estrés oxidativo y un trabajo excesivo para metabolizar. Por ello, las vitaminas actúan como posibles agentes cocarcinógenas, como se evidencian en estudios in vitro e in vivo realizados sobre la vitamina E y su relación con la posible aparición de cáncer de próstata. 
Otro ejemplo, sería el alcohol donde su consumo está relacionado con la mayor probabilidad de padecer un carcinoma hepatocelular ya que el alcohol puede actuar como un promotor de la carcinogénesis, donde es capaz de activar a un procarcinógeno iniciando el proceso de carcinogénesis.